# حارة الشغدري (صنعاء)
الشغدري هي إحدى حارات حي سدس الروض بمدينة الروضة شمال العاصمة اليمنية "صنعاء"، بلغ تعداد سكانها 1342 نسمة حسب تعداد اليمن لعام 2004.